# Coifa (chapéu)

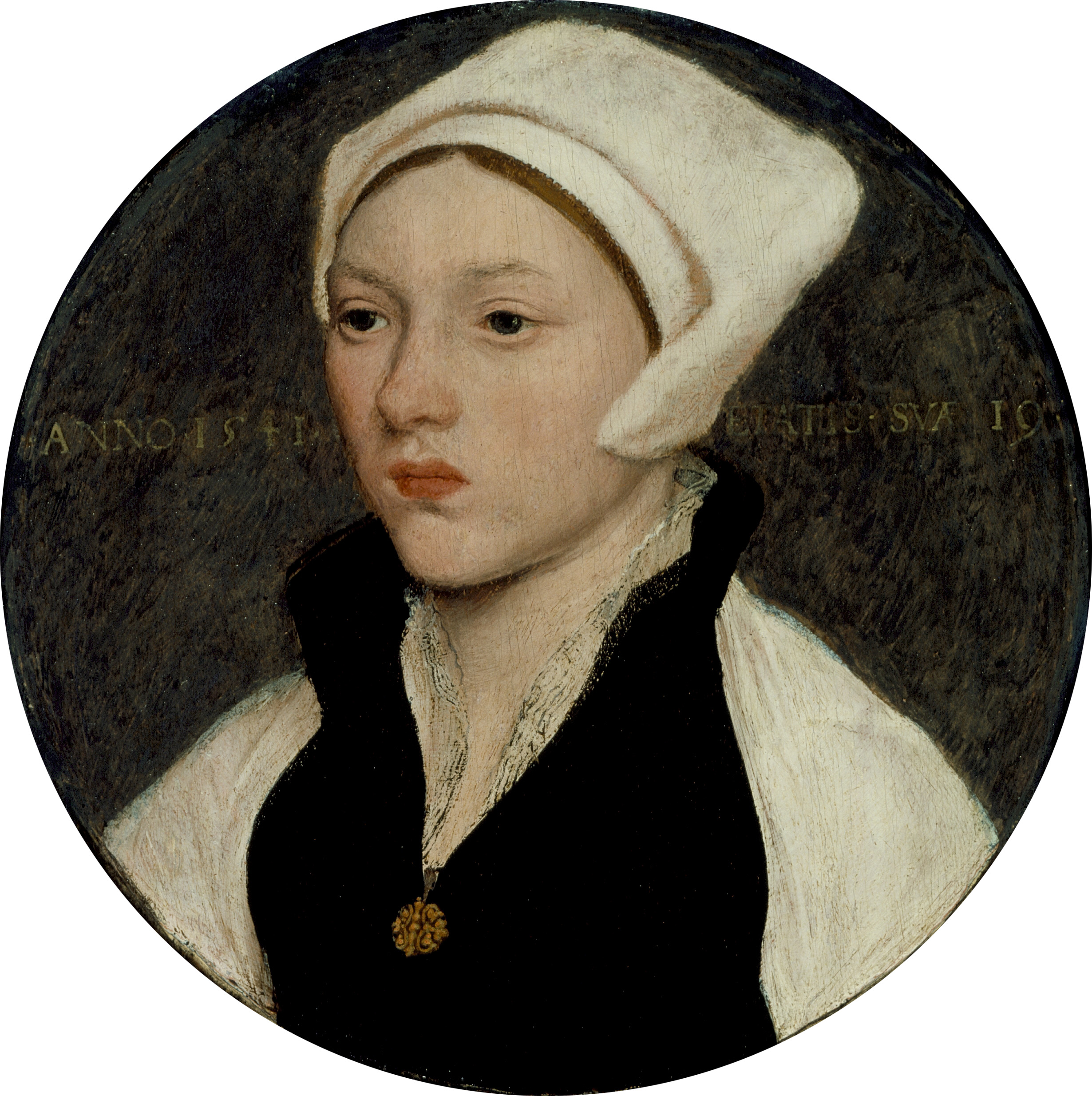
Jovem mulher com coifa branca de Hans Holbein, o Jovem, 1541

Uma coifa é um gorro justo usado por homens e mulheres que cobre a parte superior, posterior e laterais da cabeça. As coifas datam do século X, mas perderam a popularidade entre os homens no século XIV.